# Giovanni Pettenella
Giovanni Pettenella (* 28. März 1943 in Caprino Veronese; † 19. Februar 2010) war ein italienischer Bahnradsportler.
Sein erster Erfolg war der Gewinn der italienischen Meisterschaft im Sprint in der Jugendklasse im Jahr 1960. 1962 wurde Giovanni Pettenella italienischer Amateurmeister im Sprint und gewann zwei Jahre später zusammen mit Giordano Turrini die nationalen Meisterschaften im Tandemrennen. Bei den Olympischen Sommerspielen 1964 in Tokio errang er im Sprintrennen die Goldmedaille sowie im 1000-Meter-Zeitfahren die Silbermedaille. Dabei besiegte er im Finale seinen Landsmann Sergio Bianchetto mit 2:0 Läufen. Zuvor hatte er das Halbfinale gegen den Franzosen Pierre Trentin mit 2:1 Läufen gewonnen. Der dabei von beiden Fahrern erzielte Stehversuch von 21 Minuten und 57 Sekunden Dauer gilt als der längste der olympischen Radsportgeschichte. Nach dem Rennen wurde von der Jury ein Dopingtest angeordnet, der allerdings vom italienischen Präsidenten des Weltradsportverbandes Union Cycliste Internationale, Adriano Rodoni, verhindert wurde.
Bei den italienischen Meisterschaften 1968 erreichte Pettenella, gegen seinen Finalgegner von Tokio, Sergio Bianchetto, eine Stehzeit von einer Stunde und fünf Minuten. Bianchetto brach dabei nach 63 Minuten aufgrund von hitzebedingter Erschöpfung bewusstlos zusammen, während Pettenella zwei weitere Minuten stehend verharrte, um die ärztliche Untersuchung Bianchettos und damit die Entscheidung über den Rennausgang abzuwarten. Im gleichen Jahr gewann er die Bronzemedaille im Sprint bei den Bahn-Radweltmeisterschaften der Profis.
Nachdem Pettenella, der ursprünglich Geflügelzüchter gewesen war, 1975 seine aktive Laufbahn beendet hatte, wirkte er bis 1987 als Technischer Direktor des Velodromo Maspes-Vigorelli und zwischenzeitlich als italienischer Nationaltrainer. Später war er als Inhaber eines Fahrradgeschäfts in Mailand tätig.
Der japanische Spiele-Entwickler Shigesato Itoi benannte im Nintendo-Spiel Mother 2 einen Charakter  Penetella Giovanni, weil er von Pettenellas Stehversuch bei den Olympischen Spielen 1964 in Tokio beeindruckt gewesen war.